# 世にも奇妙な物語 2014年 秋の特別編
『世にも奇妙な物語 2014年 秋の特別編』（よにもきみょうなものがたり 2014ねん あきのとくべつへん）は、2014年10月18日（土）21:00 - 23:10にフジテレビ「土曜プレミアム」枠で放送された『世にも奇妙な物語』の特別編。

## サプライズ

### キャスト
- 藤村優希 - 多部未華子
- 健斗 - 馬場徹
- 雅実 - 藤井美菜
- 松岡 - 津村知与支
- 智 - 加治将樹
- 優希の母 - 宮田早苗
- おばあさん - 渡部桂子
- 社員 - 窪寺昭
- 佐藤 - 隈部洋平
- 社長 - 森富士夫
- 女子社員 - 坂井裕美、佐木エリナ
- 刑事 - 高木順巨
- 参列者 - 松山尚子、さいとう芽美
- 火葬場の職員 - 神農直隆

### スタッフ
- 脚本 - 守口悠介
- 演出 - 松木創

## 走る取的

### キャスト
- 信田 - 仲村トオル
- 亀井 - 音尾琢真
- 取的 - 水沼天孝
- 女将 - 明星真由美
- ホステス - 野村麻純
- ボーイ - 若山慎
- 信田の妻 - 池谷のぶえ

### スタッフ
- 原作 - 筒井康隆「走る取的」（新潮社）
- 脚本 - 高山直也
- 演出 - 岩田和行

## 未来ドロボウ
- 主演 - 吉田鋼太郎、神木隆之介

## 冷える

### キャスト
- 志倉頼子 - 若村麻由美
- 志倉敬介 - 飯田基祐
- 里内さおり - 内田慈
- 嘉川昭夫 - 村松利史
- 志倉俊平 - 大山蓮斗
- 精神科医 - 桜井聖
- アツシの母 - 大村美樹
- アツシ - 横山歩
- 消防隊員 - 匠零史
- ラーメン屋店主夫妻 - 林和義、氏家恵
- 宮本 - 徳秀樹

### スタッフ
- 脚本 - 山岡潤平
- 演出 - 村上正典

## ファナモ

### キャスト
- 温子 - 戸田恵梨香
- 拓也 - 平山浩行
- 医師 - 平田満
- 山下 - 橋本真実
- 川田 - 緒沢あかり
- 星野 - 下平さやか
- スタッフ - 荻野友里
- 看護師 - 西田麻耶、宮部純子
- 警官 - 坂口辰平
- 温子の父 - あづみ昌宏

### スタッフ
- 原作 - 前田司郎「ウンコに代わる次世代排泄物ファナモ」（講談社）
- 脚本・演出 - 前田司郎

## アバンストーリー
世にも奇妙な物語の放映作品一覧#2014秋の特別編を参照。